# إدوين د. ناش
إدوين د. نـاش (بالإنجليزية: E. D. Nash)‏ هو سياسي أمريكي، ولد في 1836 في مقاطعة تشاتاقوا في الولايات المتحدة، وتوفي في 1907 في أوروفيل في الولايات المتحدة. انتخب عضو مجلس نواب واشنطن.